# Джордж Таун
Вижте пояснителната страница за други значения на Джорджтаун.
Джордж Таун (на английски: George Town) е столицата на Каймановите острови – задморска територия на Великобритания.

## География
Разположен е на остров Гранд Кайман и е важно пристанище.

## Икономика
Градът е финансов център на Каймановите острови, там се намират около 600 офиса на банки.
Има пункт за обслужване на круизни лайнери, док за товарни кораби. Обслужва се от летище „Оуен Робъртс“. Разполага с няколко търговски центъра.